# 菲利普·查伦
菲利普·查伦（英語：Phillipe Charron，1989年2月10日—），加拿大男子羽毛球運動員。

## 簡歷
2010年10月，菲利普·查伦出戰巴西國際賽，與Florence Lavoie合作打進在混合雙打的準決賽。
2015年7月，菲利普·查伦代表加拿大蒙特利尔大学出戰韓國光州市舉行的世界大學生運動會羽毛球比賽。

## 主要比賽成績
只列出曾進入準決賽的國際賽事成績：
| 年份   | 賽事                         | 公開賽級別 | 項目     | 拍檔            | 成績   |
| ------ | ---------------------------- | ---------- | -------- | --------------- | ------ |
| 2010年 | 巴西羽毛球國際賽             | 國際挑戰賽 | 混合雙打 | Florence Lavoie | 準決賽 |
| 2012年 | 泛美洲羽毛球錦標賽           | 其他       | 混合雙打 | 陳繼怡          | 亞軍   |
| 2013年 | 泛美洲羽毛球錦標賽           | 其他       | 混合團體 | －              | 冠軍   |
| 2014年 | 泛美洲羽毛球錦標賽           | 其他       | 混合團體 | －              | 冠軍   |
| 2016年 | 泛美洲羽毛球團體錦標賽       | 其他       | 男子團體 | －              | 亞軍   |
| 2020年 | 泛美洲羽毛球男女子團體錦標賽 | 其他       | 男子團體 | －              | 冠軍   |

| 2007-2017年 | 首要超級賽 | 超級賽 | 黃金大獎賽 | 大獎賽 | 國際挑戰賽 | 國際系列賽 | 未來系列賽 | 其他 |

| 2018-2026年 | 總決賽 | 超級1000賽 | 超級750賽 | 超級500賽 | 超級300賽 | 超級100賽 | 國際挑戰賽 | 國際系列賽 | 未來系列賽 | 其他 |

### 奧運會和世錦賽參賽紀錄
|          | 搭檔   | 2015 |
| -------- | ------ | ---- |
| 混合雙打 | 陳繼怡 | 32強 |